# Porphyrinia convergens
Porphyrinia convergens là một loài bướm đêm trong họ Noctuidae.